# Podil, Velîka Bahacika
Podil (în ucraineană Поділ) este localitatea de reședință a comunei Podil din raionul Velîka Bahacika, regiunea Poltava, Ucraina.

## Demografie
Componența lingvistică a localității Podil
     Ucraineană (95,64%)
     Rusă (2,41%)
     Alte limbi (1,8%)
Conform recensământului din 2001, majoritatea populației localității Podil era vorbitoare de ucraineană (95,64%), existând în minoritate și vorbitori de rusă (2,41%).